# Östanfjärden
Östanfjärden är en by i Nederkalix socken, Kalix kommun. Byn ligger vid Slumpfjärden, Bottenvikskusten cirka 1 mil fågelvägen rakt söder om Kalix samhälle. Orten klassades av SCB som småort 1995 men befolkningen har därefter varit färre än 50. Vid avgränsningen 2020 blev Östanfjärden åter klassad som småort. 

## Källhänvisningar
1. 1 2  ”Arkiverade kopian”. Arkiverad från originalet den 3 mars 2016. https://web.archive.org/web/20160303172846/http://www.scb.se/statistik/MI/MI0810/2000I02/MI38SM9602.pdf. Läst 3 januari 2014.
2. ↑  Kodnyckel för SCB:s statistiska tätorter och småorter - Koppling mellan gammalt och nytt kodsystem, SCB, 11 november 2021, läs online.[källa från Wikidata]
3. ↑  Avregistrerade och nyregistrerade statistiska småorter 2020, SCB, 31 mars 2022, läs online.[källa från Wikidata]
4. ↑  ”Ändring av Detaljplan för GRANNÄSET del av fastigheterna Ryssbält 1:41, 6:8 m fl Kalix kommun, Norrbottens län”. Tillägg till PLANBESKRIVNING. Kalix kommun. 2008. http://www.kalix.se/2f274ee2-d619-4a5f-b7bf-dbd5895d5a67.fodoc. Läst 2 maj 2013.[död länk]